# Scelio mallapura
Scelio mallapura är en stekelart som beskrevs av Durgadas Mukerjee 1979. Scelio mallapura ingår i släktet Scelio och familjen Scelionidae. Inga underarter finns listade i Catalogue of Life.